# Nationale Polytechnische Universiteit van Lviv

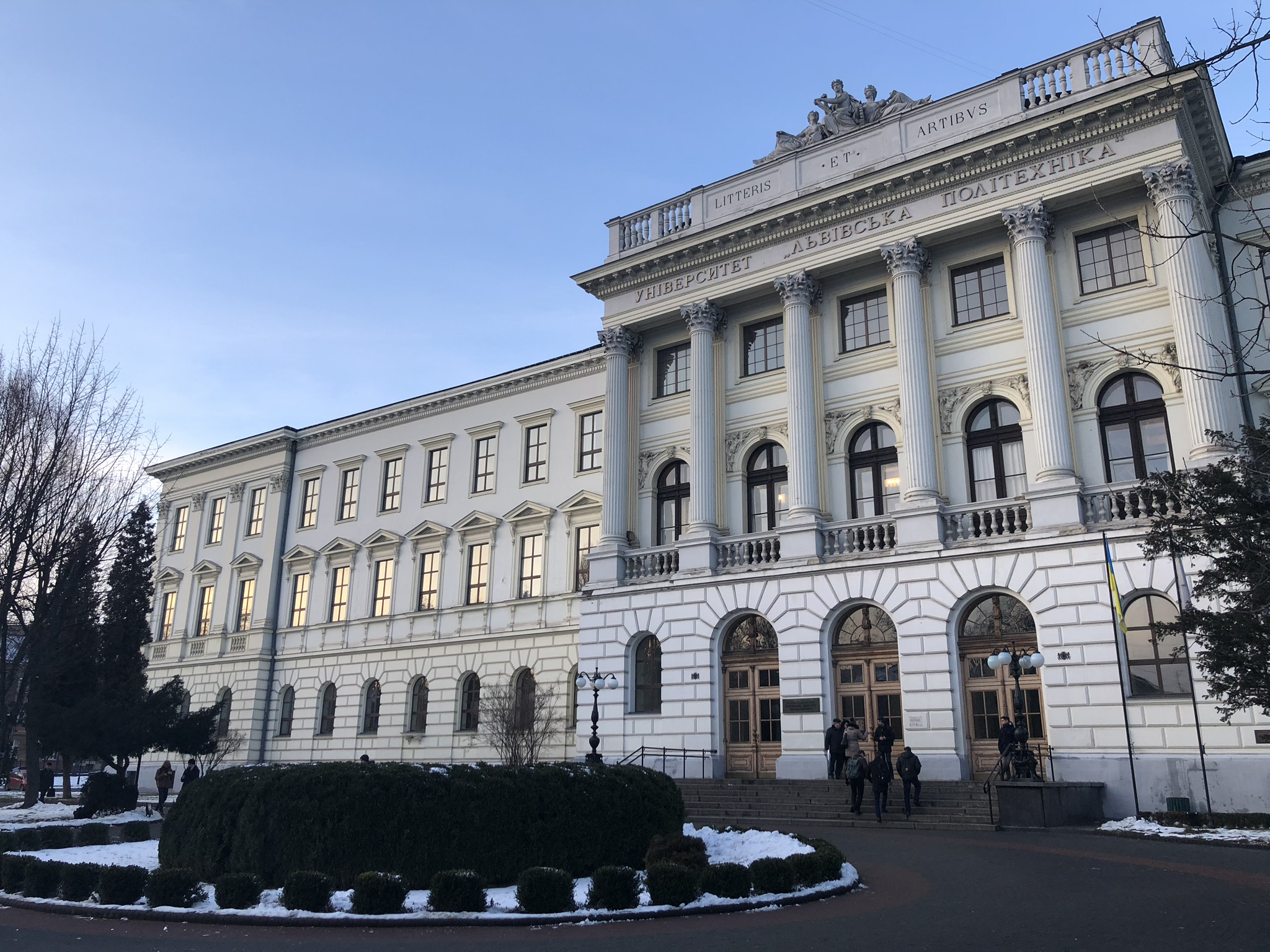
Het hoofdgebouw van de universiteit

De Nationale Polytechnische Universiteit van Lviv (Oekraïens: Націона́льний університе́т «Льві́вська політе́хніка») is de grootste universiteit in de Oekraïense stad Lviv. Sinds de oprichting in 1816 is het lange tijd een van de belangrijkste centra voor wetenschappelijke en technologische ontwikkeling in Midden-Europa geweest. In 2020 stond Lviv Polytechnic wereldwijd in de top 1000 van universiteiten volgens de Times Higher Education World University Rankings. In 2019 waren er ongeveer 35.000 studenten aan de universiteit.